# Roslin-Institut

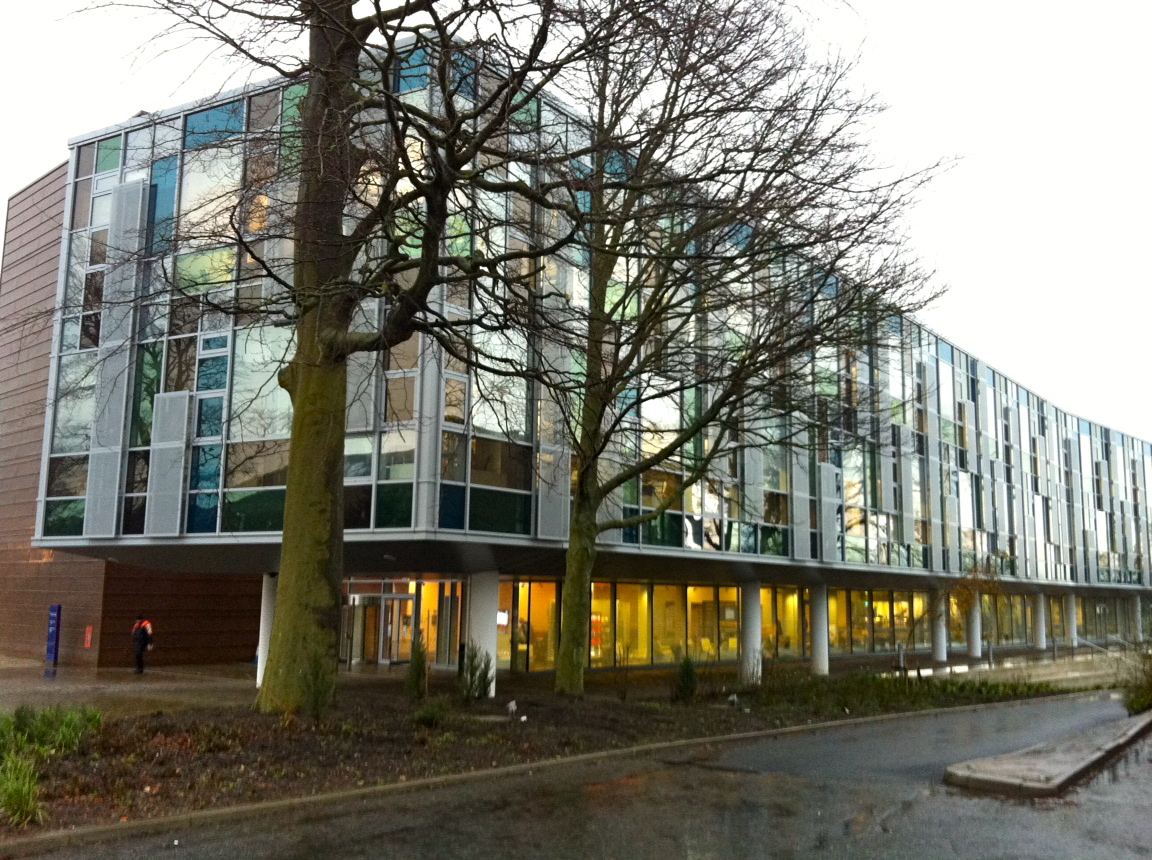
Außenansicht des Roslin-Instituts

Das Roslin-Institut ist ein Forschungsinstitut in The Bush, einem Dorf in der Nähe von Roslin, Midlothian, Schottland, das vom Biotechnology and Biological Sciences Research Council finanziert wird.
1996 haben Ian Wilmut, Keith Campbell und ihre Kollegen dort ein Schaf mit dem Namen Dolly geklont. Es war das erste Säugetier, das von einer ausgewachsenen Zelle geklont wurde. Ein Jahr später wurden Polly und Molly geklont. Beiden wurde auch ein menschliches Gen eingepflanzt.
2007 entwickelte ein Team am Institut genetisch veränderte Hühner. Deren Eier enthalten rekombinante Proteine, die zur Herstellung von Krebsmedikamenten verwendet werden können.